# Lactuca stelbinsiana
Lactuca stelbinsiana là một loài thực vật có hoa trong họ Cúc. Loài này được N.Kilian mô tả khoa học đầu tiên.